# Albert Bell (1992)
Albert Bell (26 novembre 1992) è un calciatore samoano, di ruolo difensore.

## Carriera

### Nazionale
Ha collezionato 3 presenze con la propria Nazionale.